# Свинсько
Свиньсько (словен. Svinjsko) — поселення в общині Севниця, Споднєпосавський регіон, Словенія. Висота над рівнем моря: 67 м.